# Julius Rhomberg (Unternehmer)
Julius Rhomberg (* 6. Juni 1869 in Dornbirn; † 3. April 1932 in Gargellen) war ein österreichischer Unternehmer, Gesellschafter des Unternehmens Herrburger & Rhomberg, Vizepräsident des Verbandes der Industriellen Österreichs und Kommerzialrat.

## Wirken
Julius Rhomberg erhielt seine kaufmännische Ausbildung in der Wiener Niederlassung des Familienunternehmens Herrburger & Rhomberg und trat 1890 in das Dornbirner Unternehmen ein. Als Reformer und Pionier führte er die Buntweberei ein, war Mitbegründer der Vorarlberger Papier AG, welche zur Behebung des Baumwollgarnmangels Papiergarn herstellte, und gehörte zu den Mitbegründern der Vorarlberger Landes-Elektrizitäts-A.-G. Von 1907 bis 1927 war er Präsident des Verbandes der Industriellen Vorarlbergs und Vizepräsident des Verbandes der Industriellen Österreichs. Von 1901 bis 1904 war er Mitglied im Dornbirner Gemeinderat. In diese Phase fiel die Erhebung Dornbirns zur Stadt (1901) und der Bau der elektrischen Straßenbahn Dornbirn–Lustenau (1902).
Seinem Nachruf zu entnehmen, galt er „als eifriger und tatkräftiger Anhänger des Anschlussgedankens Österreich an Deutschland“, widmete sich – als Obmann der Vorarlberger Zucht von Braunvieh – „mit größtem Interesse und ständigen Bemühungen der Hebung der Braunviehzucht“. Beispielgebend war auch seine auf dem unteren Gaiskopf eingerichtete Musteralpwirtschaft; auch unterhielt er seit 1902 zur Sommerfrische eine Ferienhütte in der Familienkolonie auf dem Bödele.

## Privates
Julius Rhomberg war der Erstgeborene des Fabrikanten Karl Theodor Rhomberg (1845–1918) und seiner 1868 geehelichten Frau Maria Emilie Hämmerle (1847–1907, einer Nachfahrin von Franz Martin Hämmerle). Geschwister waren Maria Friederika (1870–1913), verheiratete Bertolini, Andreas Ernst (1871–1935) und Hubert (1873–1931).

Julius Rhomberg ehelichte am 5. August 1895 Eugenie, geb. Bertolini (1868–1926). Er hatte vier Kinder: NSDAP-Funktionär und NSDAP-Gauwirtschaftsberater Lorenz Rhomberg, Dipl.-Ing. Theodor Rhomberg (1897–1944), Emilie Wilhelmina Rhomberg (1899–1986), verheiratete Böwing und Maria Dorothea Rhomberg (1903–1994), verheiratete Leuze.
Rhomberg beschäftigte sich in seinen letzten Lebensjahren auch intensiv mit der Familienforschung. So war es – bis 1932 – ihm zu verdanken, dass „wohl keine Familie des Landes so genau erforscht ist, wie die der Dornbirner Rhomberg“.
Als Seniorchef des Familienunternehmens Herrburger & Rhomberg verstarb er – unerwartet – im 63. Lebensjahr in Gargellen an einem Schlaganfall.